# (80807) Jimloudon
(80807) Jimloudon est un astéroïde de la ceinture principale.

## Description
(80807) Jimloudon est un astéroïde de la ceinture principale. Il fut découvert le 7 février 2000 aux Monts Santa Catalina par le projet CSS. Il présente une orbite caractérisée par un demi-grand axe de 2,44 UA, une excentricité de 0,16 et une inclinaison de 5,5° par rapport à l'écliptique.

## Compléments